# Ебенізер Скрудж
Ебенізер Скрудж (англ. Ebenezer Scrooge) — вигадана особа, персонаж різдвяного оповідання Чарлза Дікенса «Різдвяна пісня в прозі, або різдвяне оповідання з привидами», скнара-лихвар, у якого у ніч на Різдво прокинулося сумління. Ім'я Скруджа в англомовному світі стало синонімом жадібності й нетолерантності.
У творі Скрудж був старим, вкрай жадібним і дуже холодним у житті. Крижаний іній лежав у нього на підборідді та бровах. І цей холод він завжди носив з собою, ніщо не могло його зігріти так, щоб він подобрішав.